# Universität Vicenza
Die Universität Vicenza (Università a Vicenza) war eine mittelalterliche Universität in Italien. Sie existierte von 1204 bis 1209 und war die erste europäische Universität, die durch einen eigenständigen Gründungsakt (ex privilegio) entstand. Andere mittelalterliche Universitäten hatten sich aus bestehenden Einrichtungen entwickelt (Rechtsschule in Bologna, Philosophenschule in Paris, Mönchsschule in Oxford sowie Domschulen).
Die Universität Vicenza entstand nach dem Auszug einer Gruppe von zwei Professoren und ihrer Studenten aus der Universität Bologna, die nicht akzeptierte, dass Papst Innozenz III. das Unterrichten einiger juristischer Lehrsätze, die das Papsttum betrafen, verboten hatte. Die Gruppe wählte sich in Vicenza eine Führung (Rektoren), um verhandlungsfähig zu sein. Dieses Organisationsmodell wurde bald auch von der Universität Bologna übernommen. Die kleine, unabhängige, Universität löste sich bereits 1209 wieder auf.